# 飛鳥山下跨線人道橋

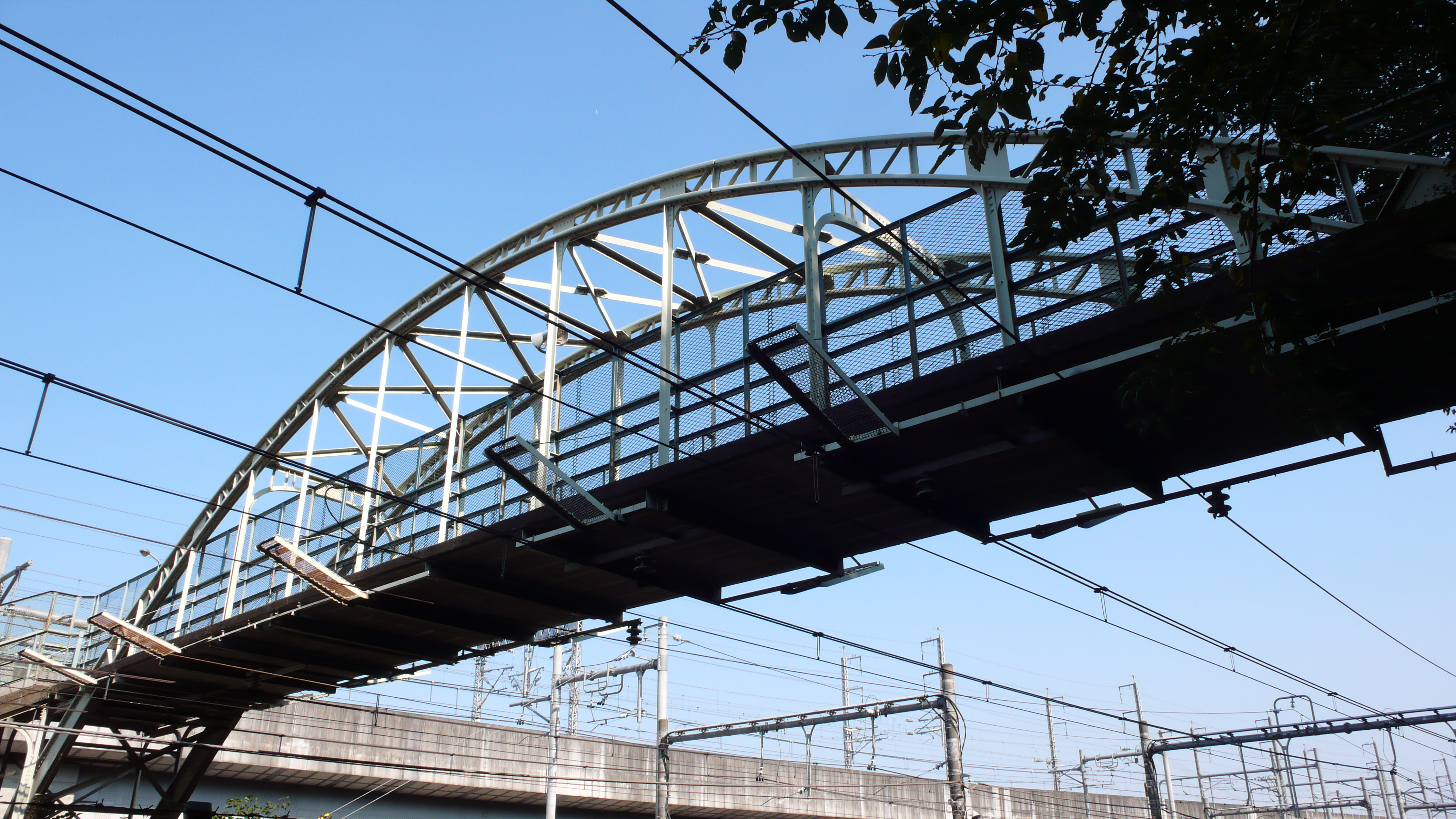
飛鳥山公園側より

飛鳥山下跨線人道橋（あすかやましたこせんじんどうきょう）は東京都北区王子1丁目でJR東日本東北本線および東北貨物線を跨ぐ人道橋である。京浜東北線王子駅南口と隣接する飛鳥山公園を結ぶ。橋上の通路はJR東日本の管理下となっていてあくまで王子駅の施設の一部であり、道路としては認定されていない。
1925年（大正14年）竣工で、日本国内に現存する数少ない古レールを構造材に利用した跨線橋。他に著名な古レール橋は目黒駅そばにある白金桟道橋や東十条駅北口の東十条北口跨線橋がある。

## 橋の概要
- 構造形式 中路ブレースドリブ固定アーチ橋
- 橋長 41.0 m
- 幅員 2.74 m
- 支間長 36.4 m
- 竣工 大正14年（1925年）
- 施工主体 鉄道省（推定）

## ギャラリー

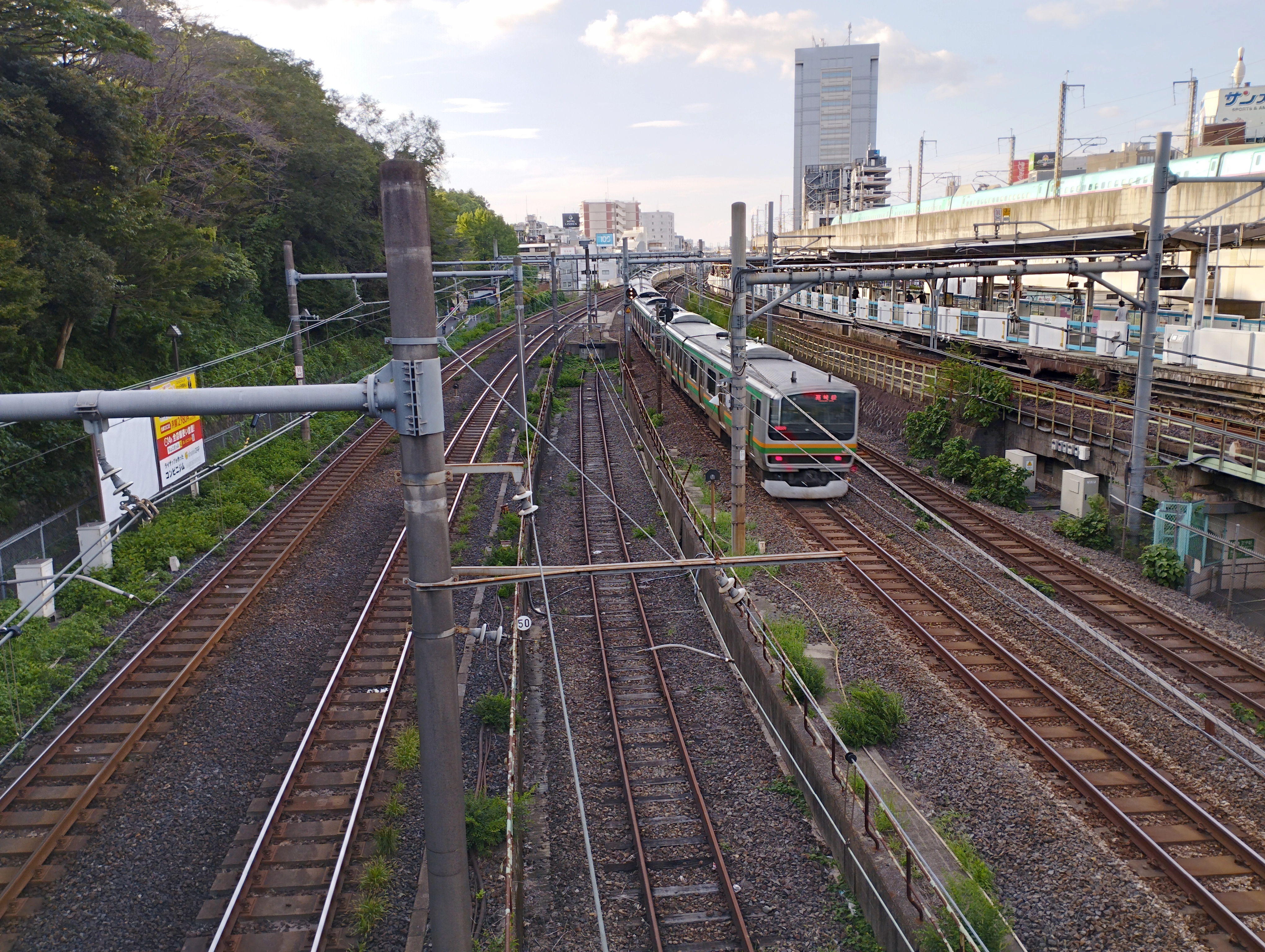
左から東北貨物線（上下）、引上線、宇都宮線（上下）が人道橋の下を通過する。 続く京浜東北線（上下）、新幹線は高架である。
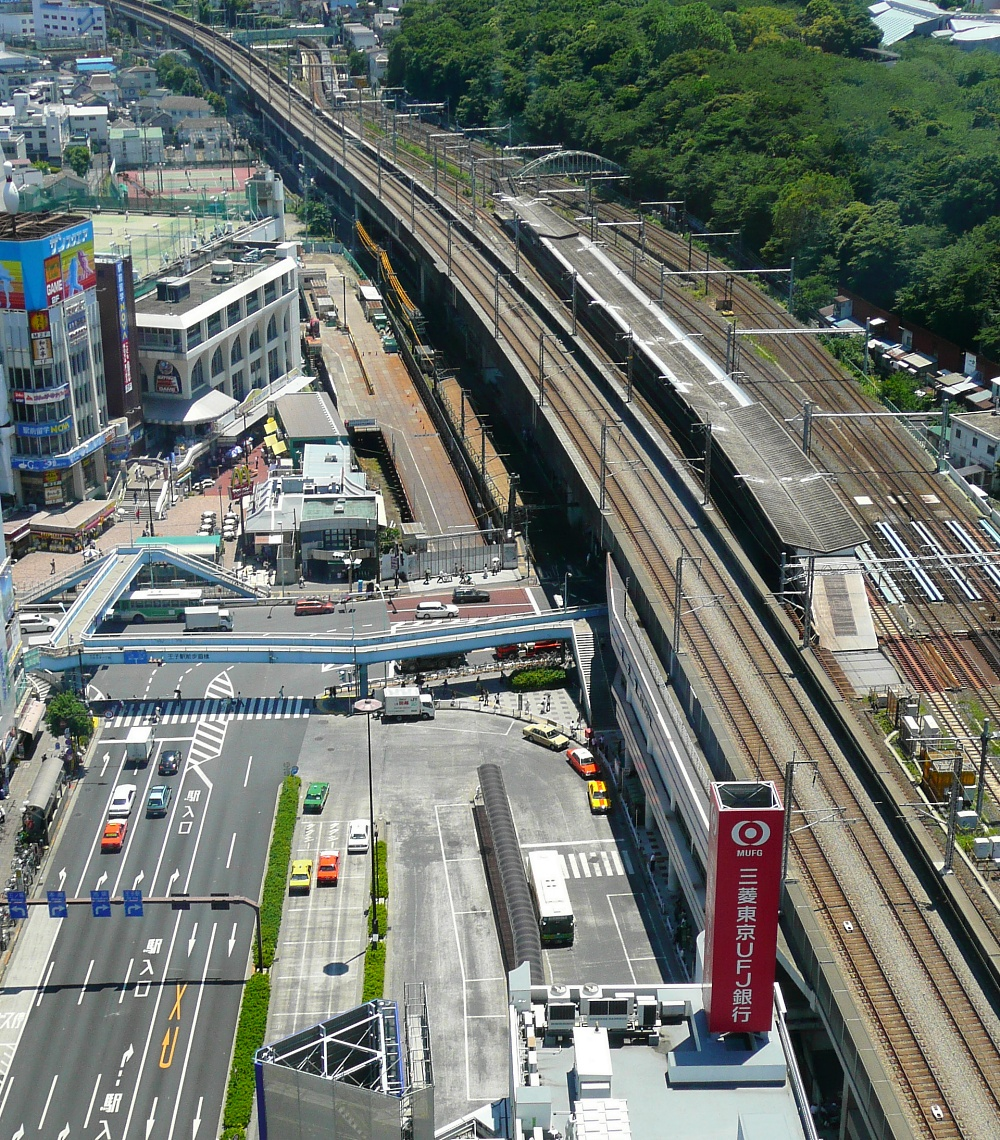
高所から望む王子駅。駅舎南側（写真上方）に架かるのが人道橋